# آبشار وایت اوک کریک
آبشار وایت اوک کریک (به انگلیسی: Whiteoak Creek Falls) آبشاری است که در جنگل ملی پیزگاه، کارولینای شمالی واقع شده و ارتفاع کلی ریزشگاه آن ۲۰ فوت (۶ متر) است.